# Fortenberry-Gletscher
Der Fortenberry-Gletscher ist ein Gletscher an der Pennell-Küste des ostantarktischen Viktorialands. Er liegt an der Nordseite des Tapsell Foreland und fließt in nördlicher Richtung zur Yule Bay, die er 5 km östlich des Ackroyd Point erreicht.
Der United States Geological Survey kartierte ihn anhand eigener Vermessungen und Luftaufnahmen der United States Navy aus den Jahren von 1960 bis 1963. Das Advisory Committee on Antarctic Names benannte ihn 1970 nach Leutnant Ralph Morgan Fortenberry (* 1932) von der US Navy, medizinischer Offizier auf der McMurdo-Station im Jahr 1960.